# Blackburn House (West Lothian)

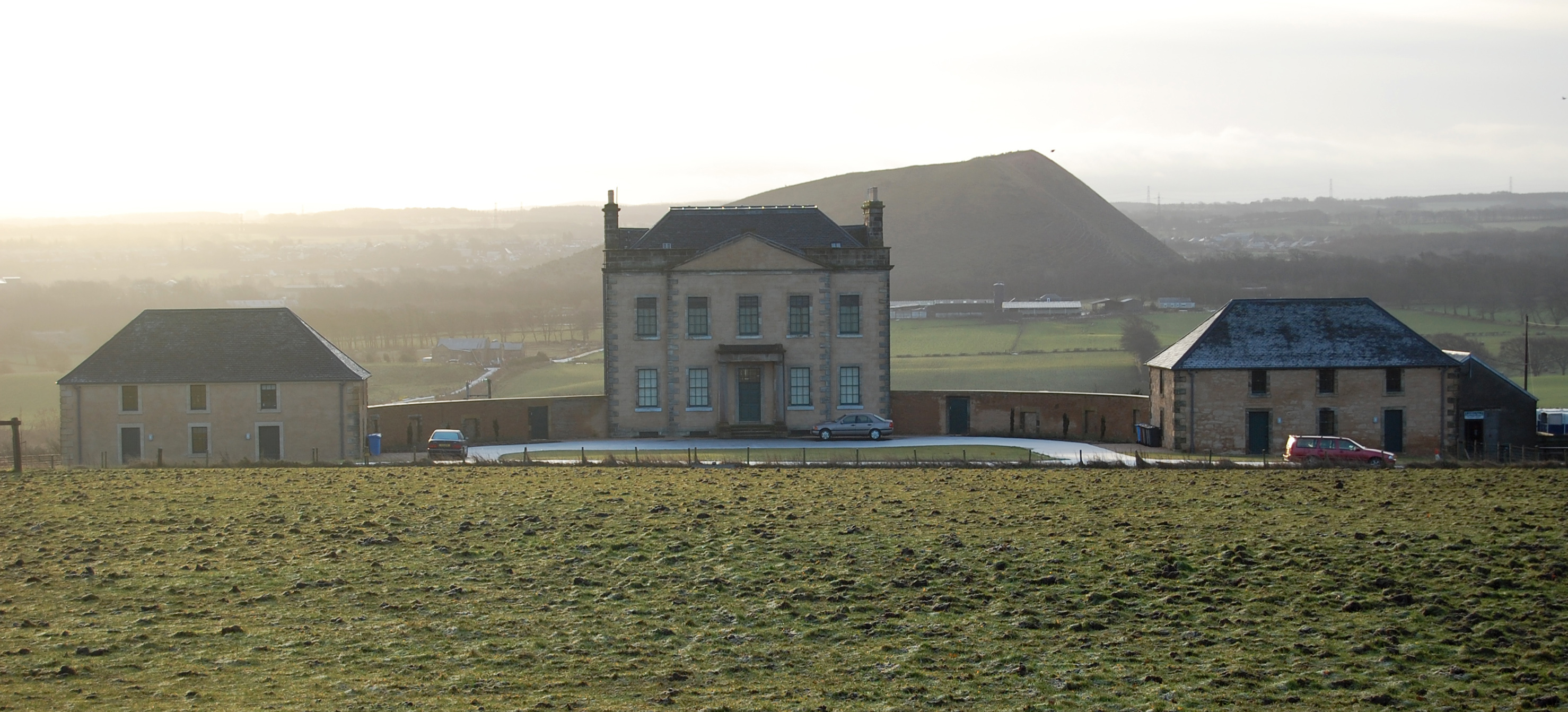
Blackburn House

Blackburn House ist ein Herrenhaus in der schottischen Council Area West Lothian, zwischen den Ortschaften Blackburn und Seafield. 1971 wurde das Bauwerk in die schottischen Denkmallisten in der höchsten Kategorie A aufgenommen.

## Geschichte
Das Bauwerk wurde im späten 18. Jahrhundert, wahrscheinlich um 1771 erbaut. Als möglicher Bauherr gilt George Moncrieff of Blackburn. Zu diesem Zeitpunkt existierten bereits heutige Außengebäude, die um das Jahr 1760 datiert werden. Für eine Umgestaltung im Laufe des 19. Jahrhunderts wurde möglicherweise James Gillespie Graham engagiert. Nachdem Blackburn House gegen Ende des 20. Jahrhunderts rund 30 Jahre leerstand, verschlechterte sich sein Zustand und es wurde schließlich in das Register gefährdeter denkmalgeschützter Bauwerke in Schottland aufgenommen. Im Jahre 2007 wurde es restauriert.

## Beschreibung
Das im georgianischen Stil gestaltete Blackburn House liegt abseits der A705 zwischen den Städten Blackburn und Seafield. Das Mauerwerk des zweistöckigen Herrenhauses besteht aus Bruchstein. Die Frontseite des fünf Achsen weiten Hauptgebäudes ist nordexponiert. Mittig tritt der Eingangsbereich mit Portikus, dorischen Säulen und Vortreppe hervor. Sowohl dieser Gebäudeteil als auch die Gebäudekanten sind mit Ecksteinen abgesetzt. Rückseitig treten zwei semioktogonale Ausluchten hervor. Das Bauwerk schließt mit einem schiefergedeckten Plattformdach. Von dem zentralen Hauptgebäude gehen beidseitig geschwungene Mauern ab, an deren Enden sich drei Achsen weite Pavillons befinden, die mit schiefergedeckten Walmdächern abschließen.